# Jaspis sadoensis
Jaspis sadoensis är en svampdjursart som beskrevs av Tanita 1965. Jaspis sadoensis ingår i släktet Jaspis och familjen Ancorinidae. Inga underarter finns listade i Catalogue of Life.